# Баннер (округ)
Округ Баннер (англ. Banner County) находится в штате Небраска, США. Население по статистическим данным переписи 2010 года — 690 человек. Столица округа находится в статистически обособленной местности Гаррисберг.
В системе автомобильных номеров Небраски округ Баннер имеет префикс 85.

## География
По данным Бюро переписи населения США округ Баннер имеет общую площадь в 1932 км², из которых 1931,58 км² занимает земля и 0,42 км² — вода. Площадь водных ресурсов округа составляет 0,02 % от всей его площади.

### Соседние округа
- Скотс-Блафф (Небраска) — север
- Моррилл (Небраска) — восток
- Шайенн (Небраска) — юго-восток
- Кимбалл (Небраска) — юг
- Ларами (Вайоминг) — запад
- Гошен (Вайоминг) — северо-запад

## Демография
По данным переписи населения 2010 года в округе Баннер проживало 819 человек, 237 семей, насчитывалось 311 домашнее хозяйство и 375 жилых домов. Средняя плотность населения составляла 0,36 человек на км². Расовый состав округа по данным переписи распределился следующим образом: 95,85 % белых, 0,12 % чёрных или афроамериканцев, 0,24 % коренных американцев, 0,12 % азиатов, 0,61 % смешанных рас, 3,05 % — других народностей. Испано- и латиноамериканцы составили 5,62 % от всех жителей округа.
Из 311 домашних хозяйств в 30,20 % — воспитывали детей в возрасте до 18 лет, 70,10 % представляли собой совместно проживающие супружеские пары, в 4,20 % семей женщины проживали без мужей, 23,50 % не имели семей. 19,90 % от общего числа семей на момент переписи жили самостоятельно, при этом 9,60 % составили одинокие пожилые люди в возрасте 65 лет и старше. Средний размер домашнего хозяйства составил 2,63 человек, а средний размер семьи — 3,06 человек.
Население округа по возрастному диапазону по данным переписи 2000 года распределилось следующим образом: 28,80 % — жители младше 18 лет, 3,70 % — между 18 и 24 годами, 24,30 % — от 25 до 44 лет, 27,20 % — от 45 до 64 лет и 16,00 % — в возрасте 65 лет и старше. Средний возраст жителей округа составил 40 лет. На каждые 100 женщин в округе приходилось 108,40 мужчин, при этом на каждых сто женщин 18 лет и старше приходилось 101,00 мужчин также старше 18 лет.
Средний доход на одно домашнее хозяйство в округе составил 31 339 долларов США, а средний доход на одну семью в округе — 41 538 долларов. При этом мужчины имели средний доход в 25 250 долларов США в год против 18 750 долларов США среднегодового дохода у женщин. Доход на душу населения в округе составил 17 149 долларов США в год. 12,30 % от всего числа семей в округе и 13,60 % от всей численности населения находилось на момент переписи населения за чертой бедности, при этом 19,00 % из них были моложе 18 лет и 11,10 % — в возрасте 65 лет и старше.

## Основные автодороги
- Автомагистраль 71
- Автомагистраль 88

## Населённые пункты
Статистически обособленные местности
- Гаррисберг[англ.]

Бывшие города
- Аштон